# Arthur Fitzwilliam Tait
Arthur Fitzwilliam Tait, född 1819 nära Liverpool, död 1905 i New York, var en engelsk-amerikansk målare.
Tait studerade i Manchester och slog sig 1850 ned i New York. Han var en framstående jakt- och djurmålare.

## Fotnoter
1. 1 2  SNAC, SNAC Ark-ID: w68p6jtv, läs online, läst: 9 oktober 2017.[källa från Wikidata]
2. ↑  RKDartists, RKDartists-ID: 76395, läst: 23 augusti 2017.[källa från Wikidata]
3. ↑  Benezit Dictionary of Artists, Oxford University Press, 2006 och 2011, ISBN 978-0-19-977378-7, Benezit-ID: B00179150, läst: 9 oktober 2017.[källa från Wikidata]